# 大紹伯山
46°59′46″N 12°15′20″E / 46.996212°N 12.255563°E

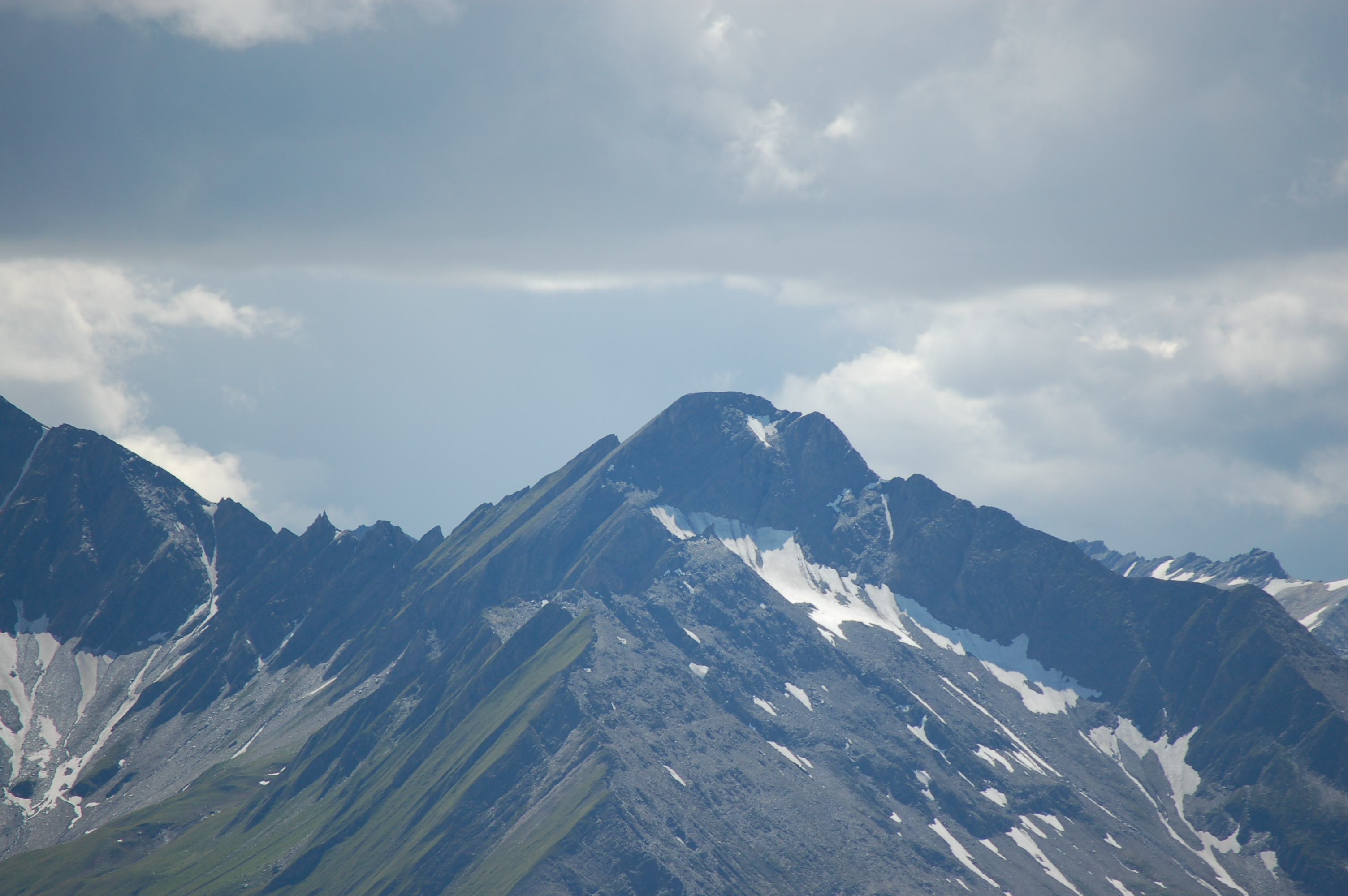

大紹伯山（德語：Großschober），是奧地利的山峰，位於該國西部，由蒂羅爾州負責管轄，屬於維內迪傑山脈的一部分，海拔高度3,054米，每年平均降雨量1,874毫米，人類在1854年首次登頂。